# 오오토리 마유
오오토리 마유(일본어: 鳳 真由 おおとり まゆ[*], 4월 26일 - )는 전 다카라즈카 가극단 하나구미 소속 남역 스타이다.
도쿄도 코다이라시, 메이세이고등학교 출신이다. 키 168.5cm, 애칭은 "후지P", "마요", "P"이다.

## 약력
2003년, 다카라즈카 음악학교에 입학하였다.
2005년, 다카라즈카 가극단 91기생으로 입단. 입단 당시 성적은 18등. 하나구미 공연 「마라케시 붉은 묘표／엔터 더 레뷰」로 초무대. 그 후, 하나구미에 배속되었다.
달콤한 마스크로 장래의 유망한 와카테로서 주목을 받아, 2010년, 사쿠라노 아야네 퇴단공연 「우미인」으로 신인공연 첫 주연을 맡았다. 그 후에도 세번에 걸쳐 신인공연 주연을 맡았다.
하나구미의 주요 멤버로서 활약했지만, 2016년 7월 31일, 「ME AND MY GIRL」 도쿄공연 천추락을 기해, 다카라즈카 가극단을 퇴단하였다.
퇴단 후에는 의료 복지 일에 종사하기 위해 국제 의료 복지 대학에 진학하였다. 학업 외에 무대나 이벤트에도 출연해, 코다이라시 관광마을 조성 대사, 코다이라시 환경심의회 위원도 맡고 있다.

## 퇴단 후 주요 활동

### 무대
- 2021년 4월, 『엘리자베트 TAKARAZUKA 25주년 스페셜 갈라 콘서트』 (우메다예술극장・토큐시어터오브) - 프란츠 요제프
- 2021년 11월, 『Greatest Moment』 (우메댜예술극장・도쿄국제포럼)